# PARTY PEOPLE (野宮真貴のアルバム)
『PARTY PEOPLE』は、野宮真貴の2005年のアルバム。
アートワークは宇川直宏による。

## 収録曲
曲ごとにプロデューサーが異なっている。各曲のプロデューサーは末尾に括弧書きしている。
1. PARTY GIRL - 4:53（Heigo Tani（Co-Fusion））
2. Big Bang Romance (with m-flo) - 4:40（m-flo）
3. 踊る「おしゃれ手帖」- 2:41（パンダとササノハ）
4. I WAS MADE FOR LOVIN’ YOU (with Dimitri from Paris)[2]（Dimitri from Paris）
5. YAMATE LINE - 3:46（YAMO[3]）
6. QUESTION GIRL - 2:59（futon）
7. Not Gonna Get Us[4] (Performed by Qui Qui)- 4:11（Qui Qui）
8. Princess & Prince of The Frog - 4:02（GTS）
9. HIGH (with 菊地成孔) - 4:50（futon）
10. PARTY PEOPLE MEGA-MIX - 28:20（mixed by 高橋透）